# Ken Watanabe
Ken Watanabe (渡辺 謙?, Watanabe Ken; Koide, 21 ottobre 1959) è un attore e doppiatore giapponese, candidato all'Oscar per il miglior attore non protagonista nel 2004 per l'interpretazione ne L'ultimo samurai.
Assieme a Pat Morita, Takeshi Kitano e Cary-Hiroyuki Tagawa è uno dei volti più noti del cinema giapponese.

## Biografia
Ken Watanabe nacque nel 1959 a Koide, nella prefettura di Niigata, la madre era un'insegnante di scuola mentre il padre insegnava calligrafia. A seguito di vari trasferimenti dei genitori per ragioni di lavoro, Watanabe si spostò numerose volte nella regione, abitò nei villaggi di Irihirose e di Sumon, oggi parte della città di Uonuma, e a Takada, presso la città di Joetsu.
Da liceale entrò nella banda musicale della scuola suonando la tromba, strumento che studiava fin da ragazzino. Dopo il diploma, nel 1978, si trasferì a Tokyo per frequentare l'Accademia Musashino, un istituto specializzato nelle arti, ma a seguito dei problemi finanziari della famiglia dovuti ai problemi di salute del genitore, Watanabe abbandonò la carriera concertistica.

### Attore in Giappone
Dopo aver abbandonato il conservatorio, Watanabe entrò in un gruppo teatrale Engeki-Shudan En con il quale si esibì a Tokyo sotto la direzione di Yukio Ninagawa, ottenendo molti consensi di critica con lo spettacolo Shimodani Mannencho Monogatari, il suo ruolo ebbe molto riscontro anche tra il pubblico. Nel 1982 fece la sua prima apparizione televisiva in Michinaru Hanran e nel ruolo del samurai nel telefilm Mibu no koiuta. Nel 1984 passò al grande schermo con il film McArthur's Children. Attivo anche nel doppiaggio, è la voce di Sylvester Stallone in Rambo.
Da lì in poi continuò a recitare sia per il cinema che per il piccolo schermo, nel 1987 vestì i panni del guerriero tradizionale giapponese nel telefilm Dokuganryu Masamune della NHK, ruolo che gli diede molta notorietà in patria, seguirono molti ruoli da samurai in diverse produzioni Jidai-geki (telefilm in costume), tra questi Gokenin Zankurō, Oda Nobunaga, Chūshingura e il film Bakumatsu Junjo Den; le serie diedero grande spinta alla carriera di Watanabe e fecero anche in modo che la sua recitazione e il suo personaggio fossero spesso associati all'immagine del samurai.
Nel 1989 gli venne diagnosticata la leucemia mieloide acuta, ma continuò a recitare anche durante la chemioterapia, rimettendosi; nel 1991 ebbe una ricaduta a seguito della quale dovette prendersi una pausa dal lavoro. Ritornò a far parlare di sé nel 1998 recitando nel film Kizuna per il quale vinse un Japanese Academy Award come attore non protagonista. Nel 2002 vinse un'altra nomination ai Japanese Academy Award con Sennen no Koi, film ispirato a Genji monogatari e nel 2006 vinse l'ambito premio come attore protagonista in Ashita no Kioku recitando nel difficile ruolo di un paziente affetto da Alzheimer.

### Attore internazionale
La carriera di Watanabe varcò l'oceano nel 2003 con la sua apparizione nel film L'ultimo samurai, ambientato in Giappone e per il quale vennero scelti diversi attori asiatici per recitare i ruoli principali, la sua interpretazione di Lord Katsumoto gli fece ottenere una nomination agli Academy Award come miglior attore non protagonista. Da lì le sue apparizioni nel cinema americano continuarono, nel 2005 diede il volto al Direttore Generale Iwamura in Memorie di una geisha, film ispirato all'omonimo romanzo di Arthur Golden, e poi nel film di Christopher Nolan Batman Begins, in cui prestò la voce anche per il videogame.

Nel 2006 il film Lettere da Iwo Jima, diretto da Clint Eastwood, lo consacrò definitivamente. Fece diverse apparizioni in ruoli da comprimario tra cui Inception (sempre di Nolan), Transformers 4 e il kolossal statunitense Godzilla. Watanabe ha continuato ad esibirsi a teatro anche negli Stati Uniti, dal 2016 ha anche preso parte al musical di Broadway The King and I, nel quale si esibisce nei panni del Re del Siam insieme a Kelli O'Hara; per questa parte si è candidato ai Tony Award, riconoscimento dedicato ai musical, come miglior attore protagonista. Nel 2018 torna ad interpretare il ruolo del Re del Siam al London Palladium di Londra e per la sua interpretazione viene candidato al Laurence Olivier Award al miglior attore in un musical; nell'estate del 2019 torna ne Il re ed io a teatro a Tokyo.

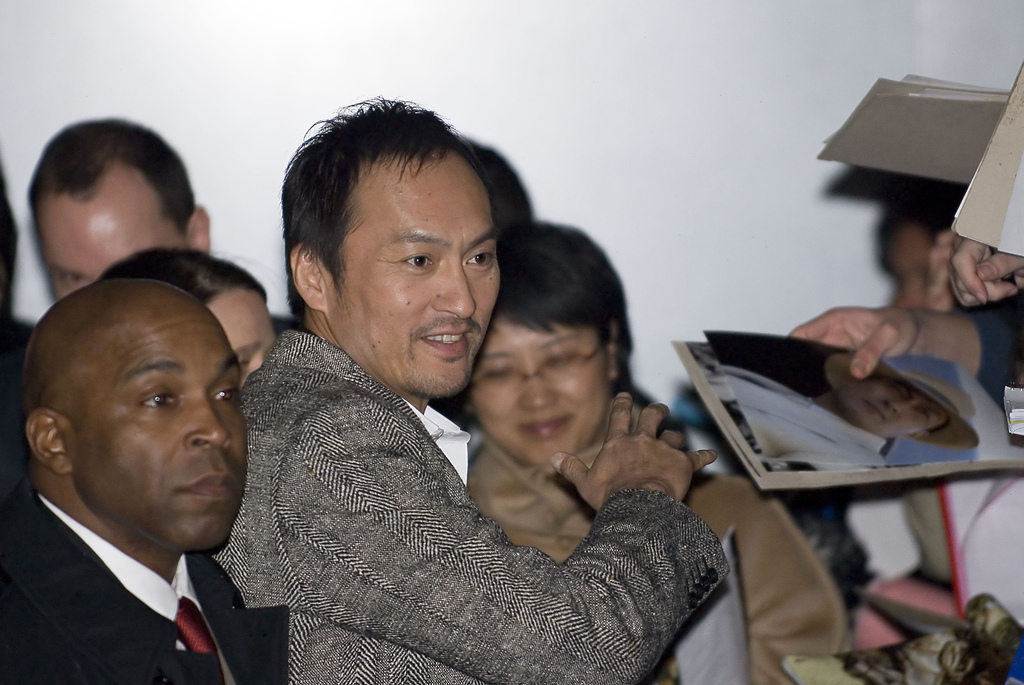
Ken Watanabe nel 2007

### Altri media
Il settimanale People lo incluse tra i 50 uomini più belli del 2004. Girò diversi spot televisivi per American Express, Canon e Yakult e sponsorizzò anche la compagnia telefonica giapponese NTT docomo.
Nel 2011 si prodigò per raccogliere fondi per le vittime del terremoto che distrusse la zona Tohoku e la centrale nucleare di Fukushima, esibendosi e facendo apparizioni pubbliche insieme ad altri suoi colleghi. Nel 2020 recita anche nel film dedicato alla tragica vicenda.

## Vita privata
Ken Watanabe si sposò con Yumiko nel 1983, la coppia ebbe due figli: Dai Watanabe, nato nel 1984 e attore a sua volta, e Anne Watanabe, attrice e modella. Ken e Yumiko divorziarono nel 2005 dopo anni di separazione. In quell'anno iniziò ad uscire con la collega e attrice Kaho Minami, conosciuta sul set di un telefilm giallo, e i due si sposarono il 3 dicembre dello stesso anno, sebbene la notizia sia stata resa nota solo in seguito. Watanabe adottò anche i figli che la moglie aveva avuto dal precedente matrimonio e la famiglia si stabilì temporaneamente a Los Angeles per poi tornare in Giappone. I due hanno divorziato formalmente nel 2018 in seguito ad una relazione extraconiugale dell'attore. Ken Watanabe è diventato nonno per la prima volta nel 2008, all'età di 48 anni, e poi nel 2010 con la nascita dei figli del primogenito Dai. Anche la figlia Anne è diventata mamma di due gemelle nel 2016 e di un maschietto nel 2017.

### Problemi di salute
Nel 1989 all'attore venne diagnosticata una grave forma di leucemia per la quale si dovette sottoporre a chemioterapia a più riprese. La malattia tornò a presentarsi anche nel 1991 e nel 1994, bloccando la sua carriera all'epoca in decollo. In un'intervista del 2006 Watanabe ha rivelato di essere affetto da epatite C, ma di godere di buona salute. Nel 2016 gli è stato diagnosticato un cancro allo stomaco, cosa che ha comportato il rinvio di diverse sue performance per via delle cure a cui ha dovuto sottoporsi.

## Filmografia

### Attore

#### Cinema
- Setouchi shōnen yakyū-dan, regia di Masahiro Shinoda (1984)
- Kekkon annai misuterī, regia di Yoshikuni Matsunaga (1985)
- Tampopo, regia di Jūzō Itami (1985)
- Il mare e il veleno (Umi to dokuyaku), regia di Kei Kumai (1986)
- Machibugyo nikki, regia di Eiichi Kudō (1987)
- Bakumatsu jyunjyoden, regia di Mitsuyuki Yakushiji (1991)
- Rajio no jikan, regia di Kōki Mitani (1997)
- Tenamonya Shōsha, regia di Katsuhide Motoki (1998)
- Legami (Kizuna), regia di Kichitarō Negishi (1998)
- Supēsutoraberāzu, regia di Katsuyuki Motohiro (2000)
- Zawa-zawa Shimo-Kitazawa, regia di Jun Ichikawa (2000)
- Oboreru sakana, regia di Yukihiko Tsutsumi (2001)
- Sennen no koi - Hikaru Genji monogatari, regia di Tonkō Horikawa (2001)
- Hi wa mata noboru, regia di Kiyoshi Sasabe (2001)
- Shin jingi-naki tatakai: Bōsatsu, regia di Hajime Hashimoto (2002)
- T.R.Y., regia di Kazuki Ōmori (2003)
- L'ultimo samurai (The Last Samurai), regia di Edward Zwick (2003)
- Kita no zeronen, regia di Isao Yukisada (2005)
- Batman Begins, regia di Christopher Nolan (2005)
- Memorie di una geisha (Memoirs of a Geisha), regia di Rob Marshall (2005)
- Ashita no kioku, regia di Yukihiko Tsutsumi (2006)
- Lettere da Iwo Jima (Letters from Iwo Jima), regia di Clint Eastwood (2006)
- Aiuto vampiro (Cirque du Freak: The Vampire's Assistant), regia di Paul Weitz (2009)
- Shizumanu Taiyō, regia di Setsurō Wakamatsu (2010)
- Shanghai, regia di Mikael Håfström (2010)
- Inception, regia di Christopher Nolan (2010)
- Hayabusa: Harukanaru kikan, regia di Tokiyuki Takimoto (2011)
- Yurusarezaru mono, regia di Lee Sang-il (2013)
- Godzilla, regia di Gareth Edwards (2014)
- La foresta dei sogni (The Sea of Trees), regia di Gus Van Sant (2015)
- Ikari, regia di Lee Sang-il (2016)
- Sotto sequestro (Bel Canto), regia di Paul Weitz (2018)
- Pokémon: Detective Pikachu, regia di Rob Letterman (2019)
- Godzilla II - King of the Monsters (Godzilla: King of the Monsters), regia di Michael Dougherty (2019)
- Fukushima 50, regia di Setsurō Wakamatsu, (2020)
- The Creator, regia di Gareth Edwards (2023)

#### Televisione
- Mibu no koiuta – serie TV (1983)
- Sanga moyu – serie TV (1984)
- Dokuganryū Masamune – serie TV, 50 episodi (1987)
- Harenochi kaminari – serie TV (1989)
- Shikakenin Fujieda Baian – miniserie TV (1990)
- Oda Nobunaga, regia di Sadao Nakajima – film TV (1992)
- Kimitachi ga ite boku ga iru, regia di Masayuki Suzuki – film TV (1992)
- Kimitachi ga ite boku ga iru II, regia di Yūichi Satō – film TV (1992)
- Sushi kuinē 3: Nigire!! Tōkyō natsu no aji, regia di Kenkou Satou – film TV (1996)
- Gokenin Zankurō – serie TV, 50 episodi (1997-2002)
- Hatsuru sokonaki, regia di Yoshito Fukumoto – film TV (2000)
- Ikebukuro West Gate Park – serie TV, 11 episodi (2000)
- Ningen no shōmei 2001, regia di Satoshi Isaka – film TV (2001)
- Hōjō Tokimune – serie TV (2001)
- Chûshingura 1/47, regia di Shunsaku Kawake – film TV (2001)
- Chinmoku no aribai, regia di Makoto Kiyohiro – film TV (2002)
- Tō-san no natsumatsuri, regia di Hiroshi Yoshino – film TV (2002)
- Itan no natsu, regia di Shingo Matsubara – film TV (2003)
- Suna no utsuwa – serie TV, 11 episodi (2004)
- Hoshi hitotsu no yoru, regia di Taichi Yamada – film TV (2007)
- Keiji ichidai: Hiratsuka Hachibei no Shōwa jiken shi – miniserie TV (2009)
- Hei no naka no chūgakkō, regia di Makoto Kiyohiro – film TV (2010)
- Ai inochi - Shinjuku Kabukicho Kakekomidera, regia di Kan Ishibashi – film TV (2011)
- Makete, katsu: Sengo wo tsukutta otoko Yoshida Shigeru – miniserie TV (2012)
- Hakugin Jack, regia di Meiji Fujita – film TV (2014)
- Oyaji no senaka – miniserie TV (2014)
- Gonenme no hitori, regia di Tonkō Horikawa – film TV (2016)
- Shiawase no kioku, regia di Hajime Takezono – film TV (2017)
- Segodon, regia di Shimazu Nariakira – serie TV, 47 episodi (2018)
- An Artist of the Floating World, regia Masuji Ono – film TV (2019)
- The Fugitive, regia di Kazuki Kakurai – miniserie TV (2020)
- Tokyo Vice - regia di M. Mann, J.K. Wladyka, Hikari, A.Poul – serie TV, 8 episodi (2022)

### Doppiatore
- Rambo (First Blood), regia di Ted Kotcheff (1982, doppiaggio 1985)
- Takeda Shingen – serie TV (1990)
- Batman Begins – videogioco (2005)
- Saka no Ue no Kumo – serie TV, 5 episodi (2009)
- Transformers 4 - L'era dell'estinzione (Transformers: Age of Extinction), regia di Michael Bay (2014)
- Transformers - L'ultimo cavaliere (Transformers: The Last Knight), regia di Michael Bay (2017)
- L'isola dei cani (Isle of Dogs), regia di Wes Anderson (2018)

## Teatro
- Britannico di Jean Racine. Compagnia teatrale Ensō (1980)
- Shitaya Mannen-chō monogatari di Jūrō Kara, regia di Yukio Ninagawa. Seibu Theatre Company, Parco Theater di Tokyo (1981), nel ruolo di Yōichi[1][2]
- Il leone d'inverno di James Goldman. Compagnia teatrale Ensō (1981)
- Bajazet di Antonio Vivaldi e Agostino Piovene. Compagnia teatrale Ensō (1981)
- Platonov di Anton Čechov. Compagnia teatrale Ensō (1982)
- Hay Fever di Noël Coward. Compagnia teatrale Ensō (1982)
- La grande strage dell'impero del sole di Peter Shaffer, regia di Tsutomu Yamazaki. Parco Theater di Tokyo (1985), nel ruolo di Atahualpa
- Amleto di William Shakespeare (traduzione di Tsubouchi Shōyō e Yūshi Odashima), regia di Yukio Ninagawa (1988), nel ruolo di Amleto[3][4]
- Eiwa Part 2 (2001)
- A Dialogue with Horowitz di Kōki Mitani, regia di Kōki Mitani. Parco Theater di Tokyo (2013), nel ruolo di Franz Mohr
- Love Letters di A. R. Gurney. Parco Theater di Tokyo (2013-2016), nel ruolo di Andy
- Il re ed io, di Richard Rodgers e Oscar Hammerstein II, regia di Bartlett Sher. Lincoln Center Theater, Vivian Beaumont Theatre di New York (2015-2016), nel ruolo del Re del Siam
- Il re ed io, di Richard Rodgers e Oscar Hammerstein II, regia di Bartlett Sher. London Palladium di Londra (2018), nel ruolo del Re del Siam

## Riconoscimenti
- Premio Oscar
  - 2004 – Candidatura al miglior attore non protagonista per L'ultimo samurai

## Doppiatori italiani
Nelle versioni in italiano dei suoi film, Ken Watanabe è stato doppiato da:
- Hal Yamanouchi in L'ultimo samurai, Batman Begins, Inception, Godzilla, Pokémon: Detective Pikachu, Godzilla II - King of the Monsters, The Creator
- Angelo Nicotra in Lettere da Iwo Jima, Aiuto vampiro
- Alessio Cigliano ne La foresta dei sogni, Sotto sequestro
- Angelo Maggi in Memorie di una geisha
- Pierluigi Astore in Fukushima 50
- Alberto Angrisano in Tokyo Vice

Come doppiatore è sostituito da:
- Andrea Lavagnino in Transformers 4 - L'era dell'estinzione, Transformers - L'ultimo cavaliere